# Encontro com o Passado
Encontro com o Passado foi uma telenovela brasileira exibida pela TV Tupi. A novela, que ficou apenas duas semanas no ar devido a problemas com a produção de Presídio de Mulheres, a sucessora no horário, foi um curioso caso em que, ao invés de apresentar um "tapa-buraco", foi produzida outra novela para preencher a programação.

## Sinopse
Com a trama simples, mostrava apenas encontros de namorados numa rua feita em estúdio.

## Elenco
- Ana Rosa - Luiza
- Ademir Rocha - Rúbens
- Néa Simões - Maria
- Olívia Camargo - Josete
- Machadinho - Alcides